# Bruno Gerber
Pour les articles homonymes, voir Gerber.
Bruno Gerber, né le 23 août 1964 à Rothenfluh, est un bobeur suisse ayant notamment remporté cinq médailles dont trois d'or aux championnats du monde.

## Carrière
Pendant sa carrière, Bruno Gerber remporte cinq médailles aux championnats du monde. Il gagne l'or en bob à quatre et l'argent en bob à deux en 1989 à Cortina d'Ampezzo, l'or en bob à deux et à quatre en 1990 à Saint-Moritz, et l'argent en bob à quatre en 1991 à Altenberg. Il participe également aux Jeux olympiques d'hiver de 1992 organisés à Albertville en France, où il termine au cinquième rang dans le bob Suisse II.

## Palmarès

### Championnats monde
- : médaillé d'or en bob à 2 aux championnats monde de 1990.
- : médaillé d'or en bob à 4 aux championnats monde de 1989 et 1990.
- : médaillé d'argent en bob à 4 aux championnats monde de 1989.
- : médaillé d'argent en bob à 4 aux championnats monde de 1991.